# Cristina de Middel
Cristina de Middel (Alacant, 1975) és una fotògrafa documental i artista alacantina que actualment viu i treballa a cavall entre Brasil i Mèxic. Ha treballat com a fotoperiodista per a diferents periòdics espanyols i ONGs abans de decidir dedicar-se a un treball més artístic i personal. Des de 2016 forma part de l'agència Magnum, i des de 2022 n'és la presidenta.

## Trajectòria
Va estudiar fotoperiodisme graduant-se a la Universitat Autònoma de Barcelona, Master en Fotografia a la Universitat d'Oklahoma i Master en Belles arts a la Universitat Politècnica de València. En 2012 va autopublicar Afronautas, un fotollibre sobre el breu programa espacial de Zàmbia a Àfrica del Sud. El llibre es va esgotar ràpidament i va ser molt aclamat per la crítica. Amb aquest treball, De Middel va ser nominada en 2013 per al premi de fotografia Deutsche Börse. També en 2013 va rebre el premi Infinity del Centre Internacional de Fotografia (ICP).
De Middel -segons la crítica- combina els seus treballs documentals amb altres personals on qüestiona el llenguatge i la veracitat de la fotografia com a document i juga amb reconstruccions o arquetips que difuminen la frontera entre la realitat i la ficció.
El seu treball artístic s'ha mostrat en nombroses galeries europees i llatí americanes, l'any 2016 va realitzar la seva primera exposició individual a Madrid en la galeria Juana d'Aizpuru, participant amb aquesta galeria en la Fira Frieze London i París Photo.
L'octubre de 2017 se li va concedir el Premi Nacional de Fotografia atorgat pel Ministeri de Cultura d'Espanya, que segons el jurat del certamen els treballs de l'artista replantegen “els límits de la realitat del llenguatge fotogràfic”.
La seva obra es troba en la col·lecció Saxe-Coburg i en la col·lecció d'Art del Banco Espirito Santo, ambdues a Portugal, en la col·lecció de la ciutat de Birmingham així com a la Universitat Politècnica de València, i en la Fundació Sarthou Carreres, entre uns altres.

## Publicacions
- The Afronauts. Londres: Autopublicat, 2012. Edició anglesa: ISBN 9788461585960.
- Vida y Milagros de Paula P: Museu de la Universitat d'Alacant, 2009.
- SPBH Book Club Vol III. Londres: Self Publish, Be Happy, 2013. ASIN B00D18UQ0C.
- Party: Quotations from Chairman Mao Tse-tung. Madrid: RM; Londres: Archive Of Modern Conflict, 2013. ISBN 9788415118671.
- This is What Hatred Did. México; Barcelona: RM Editorial/ Londres: Archive of Modern Conflict, 2015. ISBN 9780992941383.

## Premis i reconeixements
- Premi Cum Laude, "Martín Chambi", Unió Llatina, 2011
- Infinity Award, Centre Internacional de fotografia (ICP), 2013
- Party: Quotations from Chairman Mao Tse-tung premi PhotoEspaña Millor llibre de fotografia de l'any, categoria internacional, 2014
- Premi Nacional de Fotografia d'Espanya 2017